# Куба (жилищен комплекс)
Вижте пояснителната страница за други значения на Куба.
„Куба“ е жилищен комплекс, намиращ се в град Хасково.
Следните училища се намират в ж.к. „Куба“:
- ЕГ „Проф. д-р Асен Златаров“[неработеща препратка];
- 16 ОДЗ „Славейче“.

Кварталът се обслужва от автобусни линии 5 и 102 на масовия градски транспорт.